# جایزه بریکترو در فیزیک بنیادی
جایزه بریکترو در فیزیک بنیادی یا جایزه پیشگامان علم در فیزیک بنیادی از سوی بنیاد جایزه بریکترو در فیزیک بنیادی اعطا می‌شود، سازمانی ناسودبر که وقف شده تا به فیزیکدانانی که درگیر پژوهش بنیادی هستند جایزه اعطا کند. این سازمان را یوری میلنر فیزیکدان و کارآفرین اینترنتی تأسیس کرد.

## فهرست برندگان
| سال            | برنده | دانش‌آموخته | جایگاه دانشگاهی در هنگام برنده شدن جایزه                                                                                            |
| -------------- | --- | --- | --- |
| ۲۰۱۲           | نیما ارکانی حامد | دانشگاه تورنتو، دانشگاه کالیفرنیا، برکلی | مؤسسه مطالعات پیشرفته، دانشگاه پرینستون                                                                                             |
| ۲۰۱۲           | الن گوت | مؤسسه فناوری ماساچوست | مؤسسه فناوری ماساچوست، کمبریج، ماساچوست                                                                                             |
| ۲۰۱۲           | Alexei Kitaev | Moscow Institute of Physics و Technology, Lوau Institute for Theoretical Physics                                                                                               | مؤسسه فناوری کالیفرنیا، پاسادینا، کالیفرنیا Currently at KITP و UCSB, Santa Barbara                                                 |
| ۲۰۱۲           | Maxim Kontsevich | دانشگاه بن دانشگاه دولتی مسکو | مؤسسه مطالعات علمی پیشرفته، Bures-sur-Yvette                                                                                        |
| ۲۰۱۲           | آندری لیندا | دانشگاه دولتی مسکو | دانشگاه استنفورد، استنفورد، کالیفرنیا                                                                                               |
| ۲۰۱۲           | خوان مارتین مالداسنا | Universidad Nacional de Cuyo, Instituto Balseiro, دانشگاه پرینستون | مؤسسه مطالعات پیشرفته، دانشگاه پرینستون                                                                                             |
| ۲۰۱۲           | ناتان سیبرگ | مؤسسه عالی علوم وایزمن، دانشگاه تل‌آویو | مؤسسه مطالعات پیشرفته، دانشگاه پرینستون                                                                                             |
| ۲۰۱۲           | آشوک سان | Presidency College, Kolkata University of Calcutta IIT Kanpur دانشگاه استونی بروک                                                                                              | Harish-Chوra Research Institute, الله‌آباد (هند)                                                                                     |
| ۲۰۱۲           | ادوارد ویتن | دانشگاه برندایس (کارشناسی هنر) دانشگاه ویسکانسین-مدیسن دانشگاه پرینستون (پی‌اچ‌دی)                                                                                               | مؤسسه مطالعات پیشرفته، دانشگاه پرینستون                                                                                             |
| 2013 (special) | استیون هاوکینگ | | |
| 2013 (special) | Peter Jenni, فابیولا جیانوتی (آزمایش اطلس), Michel Della Negra, تجیندر ویرده، جویدو تونلی، ژوزف اینکاندلا (سیم‌لوله فشرده میونی) و لین آوانس (برخورددهنده هادرونی بزرگ)                                   | | |
| ۲۰۱۳           | الکساندر مارکوویچ پولیاکوف | Moscow Institute of Physics و Technology | دانشگاه پرینستون |
| ۲۰۱۴           | مایکل گرین (فیزیکدان) و جان هنری شوارز | دانشگاه هاروارد، دانشگاه کالیفرنیا، برکلی و دانشگاه کمبریج | مؤسسه فناوری کالیفرنیا و دانشگاه کمبریج                                                                                             |
| ۲۰۱۵           | سال پرلموتر و members of the Supernova Cosmology Project; برایان اشمیت، آدم ریس و members of the High-Z Supernova Team.                                                                                  | دانشگاه هاروارد، دانشگاه کالیفرنیا، برکلی (Perlmutter), دانشگاه آریزونا، دانشگاه هاروارد (Schmidt), و مؤسسه فناوری ماساچوست، دانشگاه هاروارد، دانشگاه کالیفرنیا، برکلی (Riess) | دانشگاه کالیفرنیا، برکلی و آزمایشگاه ملی لارنس برکلی; Australian National University;دانشگاه جانز هاپکینز و مؤسسه علوم تلسکوپ فضایی |
| ۲۰۱۶           | Yifang Wang و Kam-Biu Luk و the Daya Bay Team | Nanjing University(Wang) University of Hong Kong, دانشگاه راتگرز (Luk) | Chinese Academy of Sciences, دانشگاه کالیفرنیا، برکلی                                                                               |
| ۲۰۱۶           | Atsuto Suzuki و the KamLو Team | | Iwate Prefectural University, ژاپن                                                                                                  |
| ۲۰۱۶           | Koichiro Nishikawa و the K2K / T2K Team | | High Energy Accelerator Research Organization , ژاپن                                                                                |
| ۲۰۱۶           | آرتور بی مک‌دانلد و the Sudbury Neutrino Observatory Team | دانشگاه دالهاوزی، مؤسسه فناوری کالیفرنیا | دانشگاه کویینز، کانادا |
| ۲۰۱۶           | تاکاکی کاجیتا و Yoichiro Suzuki و the سوپر کامیوکانده Team | Saitama University, دانشگاه توکیو (Kajita) | Kavli Institute for the Physics و Mathematics of the Universe, دانشگاه توکیو، ژاپن                                                  |
| 2016 (special) | Ronald Drever, کیپ تورن، راینر ویس | | |
| 2016 (special) | Contributors who are authors of the paper مشاهده امواج گرانشی (فیزیکال ریویو لترز، ۱۱ فوریه ۲۰۱۶) و contributors who also made important contributions to the success of رصدخانه موج گرانشی تداخل لیزری. | | |
| ۲۰۱۷           | جوزف پلچینسکی، اندرو استرامینجر کامران وفا | | دانشگاه کالیفرنیا، سانتا باربارا دانشگاه هاروارد                                                                                    |